# Phương pháp phần tử hữu hạn
Phương pháp phần tử hữu hạn là phương pháp số gần đúng để giải các bài toán được mô tả bởi các phương trình vi phân đạo hàm riêng  trên miền xác định có hình dạng và  điều kiện biên  bất kỳ mà nghiệm chính xác không thể tìm được bằng phương pháp giải tích.
Cơ sở của phương pháp này là làm rời rạc hóa miền xác định  của bài toán, bằng cách chia nó thành nhiều miền con (phần tử). Các phần tử  này được liên kết với nhau tại các điểm nút chung. Trong phạm vi của mỗi phần tử Nghiệm  được chọn là một hàm số nào đó được xác định  thông qua các giá trị chưa biết tại các điểm nút của phần tử gọi là hàm xấp xỉ  thoả mãn điều kiện cân bằng của phần tử. Tập tất cả các phần tử có chú ý đến điều kiện liên tục của sự biến dạng và chuyển vị tại các điểm nút liên kết giữa các phần tử. Kết quả đẫn đến một hệ phương trình đại số tuyến tính mà ẩn số chính là các giá trị của hàm xấp xỉ tại các điểm nút. Giải hệ phương trình này sẽ tìm được các giá trị của hàm xấp xỉ tại các điểm nút của mỗi phần tử, nhờ đó hàm xấp xỉ hoàn toàn được xác định trên mỗi một phần tử.
Về mặt toán học, phương pháp phần tử hữu hạn (PPPTHH) được sử dụng để giải gần đúng bài toán phương trình vi phân từng phần (PTVPTP) và phương trình tích phân, ví dụ như phương trình truyền nhiệt. Lời giải gần đúng được đưa ra dựa trên việc loại bỏ phương trình vi phân một cách hoàn toàn (những vấn đề về trạng thái ổn định), hoặc chuyển PTVPTP sang một phương trình vi phân thường tương đương mà sau đó được giải bằng cách sử dụng phương pháp sai phân hữu hạn, vân vân.
PPPTHH không tìm dạng xấp xỉ của hàm trên toàn miền xác định V của nó mà chỉ trong những miền con Ve (phần tử) thuộc miền xác định của hàm.Trong PPPTHH miền V được chia thành một số hữu hạn các miền con, gọi là phần tử. Các miền này liên kết với nhau tại các điểm định trước trên biên của phần tử được gọi là nút. Các hàm xấp xỉ này được biểu diễn qua các giá trị của hàm (hoặc giá trị của đạo hàm) tại các điểm nút trên phần tử. Các giá trị này được gọi là các bậc tự do của phần tử và được xem là ẩn số cần tìm của bài toán.
Trong việc giải phương trình vi phân thường, thách thức đầu tiên là tạo ra một phương trình xấp xỉ với phương trình cần được nghiên cứu, nhưng đó là ổn định số học (numerically stable), nghĩa là những lỗi trong việc nhập dữ liệu và tính toán trung gian không chồng chất và làm cho kết quả xuất ra xuất ra trở nên vô nghĩa. Có rất nhiều cách để làm việc này, tất cả đều có những ưu điểm và nhược điểm. PPPTHH là sự lựa chọn tốt cho việc giải phương trình vi phân từng phần trên những miền phức tạp (giống như những chiếc xe và những đường ống dẫn dầu) hoặc khi những yêu cầu về độ chính xác thay đổi trong toàn miền. Ví dụ, trong việc mô phỏng thời tiết trên Trái Đất, việc dự báo chính xác thời tiết trên đất liền quan trọng hơn là dự báo thời tiết cho vùng biển rộng, điều này có thể thực hiện được bằng việc sử dụng phương pháp phần tử hữu hạn.

## Ứng dụng
Phương pháp Phần tử hữu hạn thường được dùng trong các bài toán Cơ học (cơ học kết cấu, cơ học môi trường liên tục) để xác định trường ứng suất và biến dạng của vật thể.
Ngoài ra, phương pháp phần tử hữu hạn cũng được dùng trong vật lý học để giải các phương trình sóng, như trong vật lý plasma, các bài toán về truyền nhiệt, động lực học chất lỏng, trường điện từ.

## Lịch sử
Phương pháp phần tử hữu hạn được bắt nguồn từ những yêu cầu giải các bài toán phức tạp về lý thuyết đàn hồi, phân tích kết cấu trong xây dựng và kỹ thuật hàng không. Nó được bắt đầu phát triển bởi Alexander Hrennikoff (1941) và Richard Courant (1942). Mặc dù hướng tiếp cận của những người đi tiên phong là khác nhau nhưng họ đều có một quan điểm chung, đó là chia những miền liên tục thành những miền con rời rạc. Hrennikoff rời rạc những miền liên tục bằng cách sử dụng lưới tương tự, trong khi Courant chia những miền liên tục thành những miền có hình tam giác cho cách giải thứ hai của phương trình vi phân từng phần elliptic, xuất hiện từ các bài toán về xoắn của phần tử thanh hình trụ. Sự đóng góp của Courant là phát triển, thu hút một số người nhanh chóng đưa ra kết quả cho PPVPTP elliptic được phát triển bởi Rayleigh, Ritz, và Galerkin. Sự phát triển chính thức của PPPTHH được bắt đầu vào nửa sau những năm 1950 trong việc phân tích kết cấu khung máy bay và công trình xây dựng, và đã thu được nhiều kết quả ở Berkeley (xem Early Finite Element Research at Berkeley) trong những năm 1960 trong ngành xây dựng. Phương pháp này được cung cấp nền tảng toán học chặt chẽ vào năm 1973 với việc xuất bản cuốn Strang và tổng kết trong An Analysis of The Finite element Method và kể từ đó PPPTHH được tổng quát hóa thành một ngành của toán ứng dụng, một mô hình số học cho các hệ thống tự nhiên, được ứng dụng rộng rãi trong kĩ thuật, ví dụ như điện từ học và động lực học chất lỏng.
Sự phát triển của PPPTHH trong cơ học kết cấu đặt cơ sở cho nguyên lý năng lượng, ví dụ như: nguyên lý công khả dĩ, PPPTHH cung cấp một cơ sở tổng quát mang tính trực quan theo quy luật tự nhiên, đó là một yêu cầu lớn đối với những kỹ sư kết cấu.

## Bài toán minh họa
Chúng ta sẽ minh họa việc sử dụng PPPTHH từ hai ví dụ mà phương pháp chung có thể là ngoại suy. Chúng ta xem như người đọc đã quen thuộc với tính toán và đại số tuyến tính. Chúng ta sẽ sử dụng bài toán một chiều, tại đây, hàm f được xác định bởi u và u một hàm ẩn của x, u’’ là đạo hàm cấp 2 của u theo x
{\displaystyle {\mbox{P1 }}:{\begin{cases}u''=f{\mbox{ in }}(0,1),\\u(0)=u(1)=0,\end{cases}}}
Ví dụ cho bài toán hai chiều là bài toán Dirichlet
{\displaystyle {\mbox{P2 }}:{\begin{cases}u_{xx}+u_{yy}=f&{\mbox{ in }}\Omega ,\\u=0&{\mbox{ on }}\partial \Omega ,\end{cases}}}
Ở đây, miền Ω là một miền đơn liên mở trong mặt phẳng (x,y), có biên ∂Ω rất "đẹp" (ví dụ: một đa tạp trơn hoặc một đa giác), {\displaystyle u_{xx}} và {\displaystyle u_{yy}} là đạo hàm riêng cấp hai theo biến x và y.
Ở ví dụ P1, có thể giải trực tiếp bằng cách lấy nguyên hàm. Tuy nhiên, phương pháp này chỉ thực hiện được trong không gian một chiều và không thể giải được trong trường hợp không gian có hơn hai chiều hoặc trong bài toán u + u’’ = f. Chính vì lý do này mà chúng ta sẽ phát triển phát triển PPPTHH cho trường hợp P1 và phác họa tổng quát của PPPTHH cho trường hợp P2.
Lời giải sẽ bao gồm hai bước, nó phản ánh hai bước chủ yếu phải thực hiện để giải một bài toán biên bằng PPPTHH. Ở bước đầu tiên, chúng ta sẽ biểu diễn lại bài toán biên trong dạng gần đúng của nó hoặc dạng biến phân. Rất it hoặc không có máy tính được dùng để thực hiện bước này, việc này được làm bằng tay ở trên giấy. Bước thứ hai là rời rạc hóa, dạng gần đúng được rời rạc trong một không gian hữu hạn chiều. Sau bước thứ hai này, chúng ta sẽ có biểu thức cụ thể cho toàn bộ bài toán nhưng lời giải của bài toán trong không gian hữu hạn chiều tuyến tính chỉ là lời giải gần đúng của bài toán biên. Bài toán trong không gian hữu hạn chiều này sau đó được giải bằng máy tính.

## So sánh PPPTHH với phương pháp sai phân hữu hạn (PPSPHH)
PPSPHH là một phương pháp khác để giải phương trình vi phân từng phần. Sự khác nhau giữa PPPTHH và PPSPHH là:
- PPSPHH xấp xỉ bài toán phương trình vi phân; còn PPPTHH thì xấp xỉ lời giải của bài toán này
- Điểm đặc trưng nhất của PPPTHH là nó có khả năng áp dụng cho những bài toán hình học và những bài toán biên phức tạp với mối quan hệ rời rạc. Trong khi đó PPSPHH về căn bản chỉ áp dụng được trong dạng hình chữ nhật với mối quan hệ đơn giản, việc vận dụng kiến thức hình học trong PPPTHH là đơn giản về lý thuyết.
- Điểm đặc trưng của phương pháp sai phân hữu hạn là có thể dễ dàng thực hiện được.
- Trong một vài trường hợp, PPSPHH có thể xem như là một tập con của PPPTHH xấp xỉ. Việc lựa chọn hàm cơ sở là hàm không đổi từng phần hoặc là hàm delta Dirac. Trong cả hai phương pháp xấp xỉ, việc xấp xỉ được tiến hành trên toàn miền, nhưng miền đó không cần liên tục. Như một sự lựa chọn, nó có thể xác định một hàm trên một miền rời rạc, với kết quả là toán tử vi phân liên tục không sinh ra chiều dài hơn, tuy nhiên việc xấp xỉ này không phải là PPPTHH.
- Có những lập luận để lưu ý đến cơ sở toán học của việc xấp xỉ phần tử hữu hạn trở lên đúng đắn hơn, ví dụ, bởi vì trong PPSPHH đặc điểm của việc xấp xỉ những điểm lưới còn hạn chế.
- Kết quả của việc xấp xỉ bằng PPPTHH thường chính xác hơn PPSPHH, nhưng điều này còn phụ thuộc vào nhiều vấn đề khác và một số trường hợp đã cho kết quả trái ngược.

Nói chung, PPPTHH là một phương pháp thích hợp để phân tích các bài toán về kết cấu (giải các bài toán về biến dạng và ứng suất của vật thể dạng khối hoặc động lực học kết cấu), trong khi đó phương pháp tính trong động lực học chất lỏng có khuynh hướng sử dụng PPSPHH hoặc những phương pháp khác (như phương pháp khối lượng hữu hạn).Những bài toán của động lực học chất lỏng thường yêu cầu phải rời rạc hóa bài toán thành một số lượng lớn những "ô vuông" hoặc những điểm lưới (hàng triệu hoặc hơn), vì vậy mà nó đòi hỏi cách giải phải đơn giản hơn để xấp xỉ các "ô vuông". Điều này đặc biệt đúng cho các bài toán về dòng chảy ngoài, giống như dòng không khí bao quanh xe hơi hoặc máy bay, hoặc việc mô phỏng thời tiết ở một vùng rộng lớn.
Có rất nhiều bộ phần mềm về phương pháp phần tử hữu hạn, một số miễn phí và một số được bán.

## Các liên kết ngoài
Các phần mềm mã nguồn mở cho Phần tử hữu hạn bao gồm CAST3M, Z88, SLFFEA, YADE, FEniCS, deal.II, getFEM, libMesh, freeFEM, Elmer and Code-Aster.
- CAST3M
- Diffpack
- Z88
- SLFFEA
- YADE
- FEniCS Lưu trữ ngày 18 tháng 5 năm 2008 tại Wayback Machine
- deal.II
- getFEM Lưu trữ ngày 23 tháng 11 năm 2006 tại Wayback Machine
- libMesh
- freeFEM
- Code-Aster
- Impact
- IMTEK Mathematica Supplement (IMS)
- Calculix
- Elmer
- OOFEM—a free, object oriented, general purpose FEM code
- IFER Lưu trữ ngày 20 tháng 7 năm 2020 tại Wayback Machine—Internet Finite Element Resources - an annotated list of FEA links and programs
- Workshop "The Finite Element Method in Biomedical Engineering, Biomechanics and Related Fields" Lưu trữ ngày 17 tháng 7 năm 2006 tại Wayback Machine

Các phần mềm thương mại cho Phương pháp phần tử hữu hạn bao gồm ABAQUS, ANSYS, LS-DYNA, Nastran, Marc, and COMSOL Multiphysics, SAP2000, MIDAS, STAAP PRO, ETABS
- ABAQUS, Inc. Lưu trữ ngày 4 tháng 2 năm 2007 tại Wayback Machine
- Analysis3D
- ANSYS, Inc.
- COMSOL, Inc. - Provide COMSOL Multiphysics (formerly FEMLAB)
- COSMOS/M and COSMOSWorks - Integrated Design Validation in SolidWorks
- CUBIT - Hex/Tet meshing tool (Sandia National Laboratories)
- ESI Pam-Crash - Advanced crash simultion software
- FEMPRO Lưu trữ ngày 13 tháng 9 năm 2008 tại Wayback Machine - Provide Algor
- GLView Inova Lưu trữ ngày 27 tháng 9 năm 2007 tại Wayback Machine
- Infolytica Corp. Lưu trữ ngày 8 tháng 4 năm 2008 tại Wayback Machine
- Livermore Software Technology Corporation, LSTC - Provide LS-DYNA and LS-PrePost
- MEGA Lưu trữ ngày 6 tháng 7 năm 2006 tại Wayback Machine - Electromagnetics
- Moldflow[liên kết hỏng] - Provide Moldflow Plastics Insight flow analysis software
- MSC Software - Provide Nastran and Marc
- NAFEMS - The International Association for the Engineering Analysis Community
- NEiNastran Lưu trữ ngày 13 tháng 9 năm 2008 tại Wayback Machine
- NISA Cranes Software International Ltd.
- Plaxis - Finite element code for soil and rock analysis
- GEO5 - Modelling of various geotechnical problems by the finite element method
- Pro/MECHANICA
- Quickfield - Free Demo (limited to 255 mesh nodes)
- SOFiSTiK - Structural FEA software based on AutoCAD
- Strand7 (aka Straus7 in Europe outside the UK)
- StressCheck - P-version FEA software
- UGS NX Nastran
- VisualFEA
- Visual-Mesh - Advanced meshing tool for crash, thermal and magnetic applications
- SAMCEF Lưu trữ ngày 14 tháng 5 năm 2008 tại Wayback Machine